# Azul eléctrico
El azul eléctrico es un color que varía en su definición pero que a menudo se considera cercano al cian, y que es una representación del color de un rayo, de una chispa eléctrica y del color del gas argón ionizado; Originalmente recibió su nombre del brillo del aire ionizado producido durante las descargas eléctricas, aunque su significado se ha ampliado para incluir tonos de azul que son metafóricamente "eléctricos" en virtud de ser "intensos" o particularmente "vibrantes". Aunque los arcos eléctricos pueden provocar una variedad de emisiones de colores dependiendo de los gases involucrados, normalmente el azul y el violeta son colores típicos producidos en la troposfera donde dominan el oxígeno y el nitrógeno .
El primer uso registrado del azul eléctrico como nombre de color en inglés fue en 1845. El color azul eléctrico (la versión que se muestra a continuación como azul eléctrico medio) estuvo de moda en la década de 1890. Y sigue siendo un color muy utilizado tanto en la alta costura como en equipos de tecnología celular.

## Variaciones del azul eléctrico

### Azul eléctrico intenso
El tono profundo de azul eléctrico que se muestra a la derecha es el color llamado bleu électrique (azul eléctrico francés) en la lista de colores de Pourpre.com, una lista de colores muy popular en Francia.

### Azul eléctrico iridiscente
Este tono de azul eléctrico refleja el tipo de azul que sólo es metafóricamente "eléctrico". Su iridiscencia también es metafórica.

### Azul eléctrico medio
El color que se muestra a la derecha, titulado azul "eléctrico medio", es el azul eléctrico que tuvo una inmensa moda a finales del siglo XIX. Su origen es una muestra textil de la década de 1890.Hoy en día, este tono sigue siendo típico de los tejidos "azul eléctrico" del mercado de gran consumo.

### Azul eléctrico oscuro
El azul eléctrico oscuro es un color cian oscuro que es el color llamado azul eléctrico, formalizado como color en el sistema ISCC-NBS en 1955.Las coordenadas de color normalizadas para el azul eléctrico oscuro son idénticas al gris de Payne, que se registró por primera vez como nombre de color en inglés en 1835.

## En la naturaleza
- El cangrejo azul eléctrico es una especie de cangrejo de río de agua dulce endémica de Florida .
- El gecko azul eléctrico fue descubierto por primera vez por el biólogo William en la década de 1950.[12]
- La tarántula Chilobrachys natanicharum, que fue descubierta en la provincia tailandesa de Phang-Nga.[13]

## En las artes

### Literatura
La señorita Hunter, en la historia de Sherlock Holmes " El misterio de Copper Beeches", debía usar un vestido azul eléctrico. Se publicó por primera vez en el Reino Unido en The Strand Magazine, en junio de 1892.

### Historietas
En una versión de 1998 de la historia original de 1963 de Superman Rojo/Superman Azul, Superman se ve privado temporalmente de la energía solar que su cuerpo necesita. Para compensar, aprovecha la electricidad. Esto finalmente lo obliga a adoptar un traje azul y blanco para evitar que la energía se disperse. Conservó la mayoría de sus habilidades, pero perdió su visión de calor y en su lugar utilizó ataques eléctricos. Algunos fanáticos se refieren a esta versión de Superman como "Superman azul eléctrico".

### Música
El color azul eléctrico ha sido inspiración para diversas canciones, La canción de David Bowie " Sound and Vision " hace referencia al color en el tercer verso. La banda de new wave, Icehouse tuvo un sencillo de éxito en 1987 titulado "Electric Blue". En la musical en español hay una gran variedad de grupos y solistas que han titulado canciones con ese color: Claudio Matta, Amaia Montero, Full, Capitán Beto, Bauer, Olivia. 

## Otros usos
El color azul eléctrico está asociado al signo zodiacal de Acuario .